# アンナ・シフィドニツカ
アンナ・シフィドニツカ（ポーランド語：Anna Świdnicka, チェコ語ではAnna Svídnická）またはアンナ・フォン・シュヴァイトニツ（ドイツ語：Anna von Schweidnitz , 1339年 - 1362年7月11日）は、神聖ローマ皇帝兼ボヘミア王カール4世の3番目の妃。神聖ローマ皇后、ローマ王妃、ボヘミア王妃の称号を有した。シフィドニツァ公ヘンリク2世の娘、母はハンガリー王カーロイ1世の長女カタジナ。

## 生涯
アンナと結婚する以前のカール4世の自叙伝には、シフィドニツァ公国（civitatem Swidnitz）およびシフィドニツァ公（dux Swidnicensis）についての言及があり、ニュルンベルク近郊のラウフ・アン・デア・ペクニッツにある皇帝の持ち城の一つヴェンツェルシュロス城の紋章部屋にも、シフィドニツァ公国の紋章が描かれている。
アンナの父は彼女が4歳の時に死去し、子供のない父方の伯父のシフィドニツァ公ボルコ2世が彼女の後見人を買って出た。アンナは母国ハンガリーのヴィシェグラードに戻った母親のもとに引き取られ、同地で教育を受けた。11歳になると、アンナはカール4世の生まれて間もない長男で嗣子のヴェンツェルと婚約した。ところが乳児のヴェンツェルとその母親であるアンナ・フォン・デア・プファルツが相次いで世を去ると、寡夫となったカール4世は未来の嫁になるはずだったアンナに自ら求婚した。この政略結婚はカール4世と亡父のボヘミア王ヨハンが前々から企んでいたもので、ボヘミアに国境を接するシロンスク諸公国を支配下に置こうという父子の狙いがあった。アンナの母方の叔父であるハンガリー王ラヨシュ1世（後にポーランド王を兼ねる）は、姪アンナの結婚を後押しするため自らのシフィドニツァ公国に対する要求権を放棄し、ルクセンブルク家の野心を利することになった。
花婿と花嫁は親戚関係にあったため、プラハ大司教アルノシュト・ス・パルドゥビツの執り成しで、教皇インノケンティウス6世が特別の赦免を与えた。2人は1353年5月27日に結婚したが、この時アンナは14歳、夫となったカール4世は37歳であった。結婚式にはアンナの後見人であるボルコ2世を始め、オーストリア公アルブレヒト2世、ハンガリー王ラヨシュ1世、ブランデンブルク辺境伯ルートヴィヒ3世、ザクセン＝ヴィッテンベルク公ルドルフ1世のほか、ポーランド王カジミェシュ3世の使節、ヴェネツィア共和国の使節なども出席した。

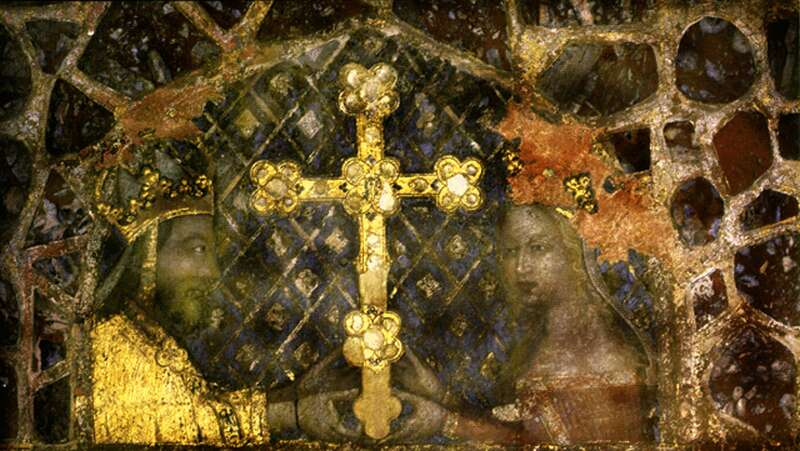
アンナと夫カール4世

1353年7月28日、アンナはプラハにおいてパルドゥビツ大司教の手でボヘミア王妃として戴冠した。翌1354年2月9日には、アーヘンにおいてローマ王妃の冠を授けられた。そして1355年4月5日、カール4世がローマのサン・ピエトロ大聖堂において神聖ローマ皇帝として戴冠する儀式の途中で、アンナもまた皇后として戴冠した。このため、アンナはボヘミア王妃の中で皇后になった最初の女性となった。
1358年、アンナは娘を出産し、この王女は父方の祖母エリシュカ・プシェミスロヴナ（ドイツ名エリーザベト）にちなんでエリーザベトと名付けられた。1361年2月、アンナはニュルンベルクで待望の王子ヴェンツェルを出産した。帝国を受け継ぐことになるこの王子は聖セバルドゥス教会において、プラハ、ケルン、マインツの大司教達によって洗礼を受けた。しかし1362年7月11日、アンナは出産中に23歳で早世した。1年後に控えた息子のローマ王としての戴冠式を見ないまま、アンナは聖ヴィート大聖堂に葬られた。翌1363年、カール4世はエリーザベト・フォン・ポンメルンを4度目の妻に迎えた。シフィドニツァ公国及びヤヴォル公国は、アンナの伯父ボルコ2世が1368年に死ぬと、間もなくボヘミア王国に併合された。